# St. Margareta (Graurheindorf)

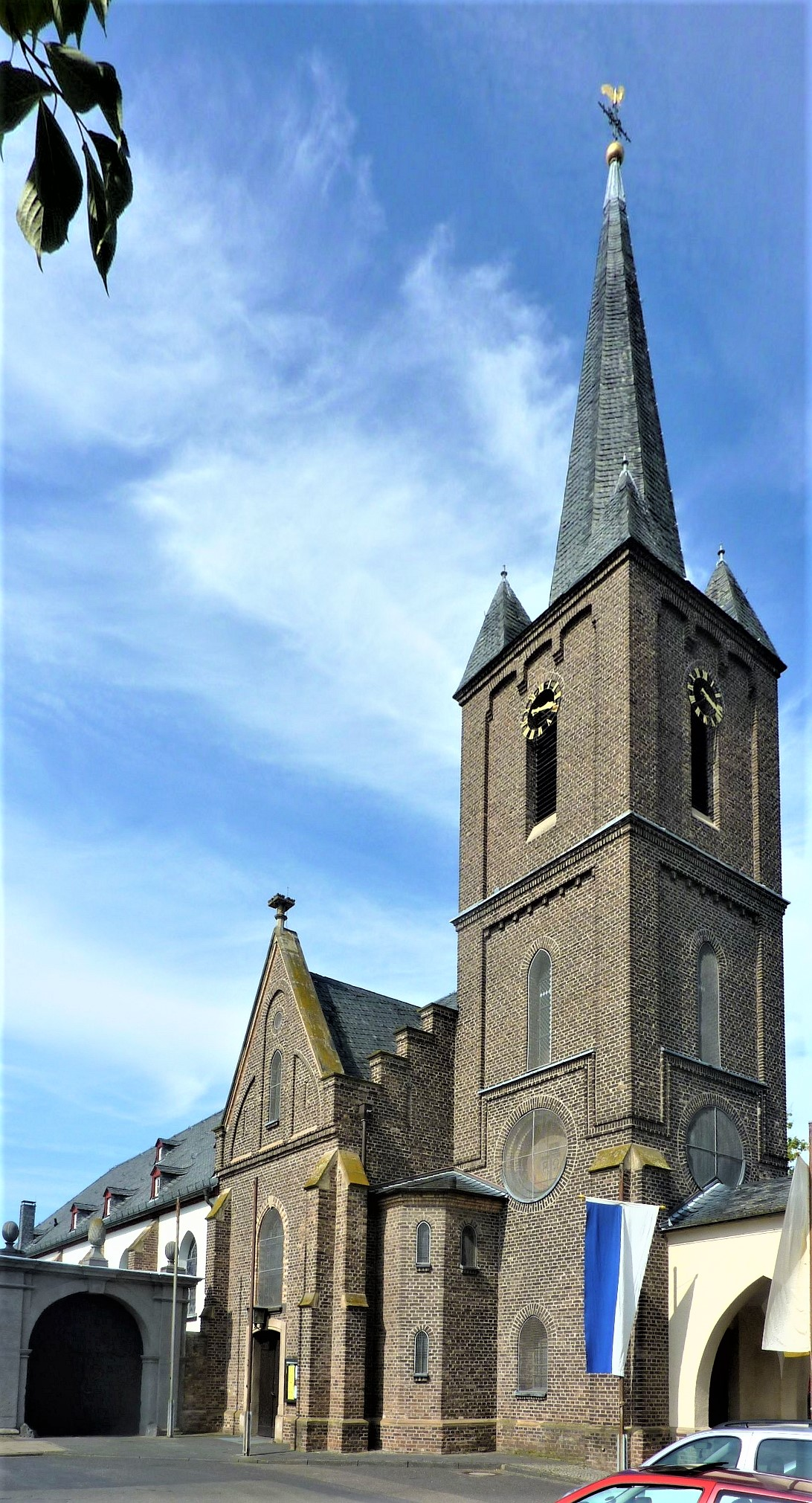
Blick vom Südosten auf das Kirchengebäude. Links das ursprüngliche Eingangstor zum Klostergelände, rechts ist der erste Bogen des Arkadenganges zu sehen.

Die Pfarrkirche St. Margareta (auch: St. Margaretha oder Margarethenkirche) im Bonner Ortsteil Graurheindorf ist ein in zwei Bauphasen (ab 1780 bis 1875)  entstandenes Kirchengebäude. Die am Margarethenplatz 4–6 stehende und von der katholischen Kirchengemeinde St. Thomas Morus genutzte Kirche gehört zum Erzbistum Köln. Gemeinsam mit dem Pfarrhaus und einem Torbogen von 1614 sowie einer angebauten Kriegergedächtnisstätte in einem Arkadengang von 1924 wurde sie unter Denkmalschutz gestellt.

## Geschichte
Vermutlich um 1149 wurde im heutigen Graurheindorf ein Kloster durch den Kölner Erzbischof Arnold I. gegründet. Eine Urkunde von 1237/1238 weist die Nonnen des Klosters Graurheindorf als Zisterzienserinnen aus, das Kloster stand zu dem Zeitpunkt wahrscheinlich unter Aufsicht der Abtei Heisterbach. Der Name Graurheindorf nimmt Bezug auf die Farbe des Habits der Zisterzienserinnen. 1802 wurde das Kloster im Rahmen der dem Zweiten Koalitionskrieg folgenden Säkularisation durch die französische Verwaltung aufgehoben.
Bereits vor der Klostergründung gab es eine Kirche in „Rindorp“, wie in einer Urkunde aus dem Jahr 1131 vermerkt. Ein Dokument vom 18. Dezember 1242 bestätigt das Patronatsrecht des Zisterzienserinnen-Klosters über die dortige Pfarrkirche durch den Kölner Erzbischof Konrad von Hochstaden. Diese Kirche war eine romanische Dorfkirche im Stil der Zeit; sie bestand aus einem schlichten Langhaus und einem im Südosten vorgelagerten Turm. 
Die heutige Pfarrkirche steht im ehemaligen Klosterbereich. Der 1780 errichtete, östliche Flügel des Zisterzienserinnen-Klosters wurde nach der Niederlegung der alten Pfarrkirche im Jahr 1806 zum vierjochigen Schiff der neuen Pfarrkirche umgebaut. Der ursprüngliche Toreingang zum Klostergelände, der von drei Pinienzapfen bekrönt wird, blieb erhalten und lehnt sich heute an das Kirchenschiff an. Um dem Wunsch der Gemeinde nach einem stattlicheren Erscheinungsbild gerecht zu werden, wurde diese Kirche bis 1875 nach einem Entwurf des Kölner Baumeisters Vinzenz Statz am Südende um ein zusätzliches Joch mit Querschiff im Kirchenschiff sowie eine repräsentative Turmanlage erweitert.
Vermutlich da zur Zeit des Kirchenneubaus in Graurheindorf eine kleinbäuerliche Struktur vorherrschte, wurde eine Schutzheilige der Bauern, Margareta von Antiochia, als Kirchenpatronin gewählt.

## Architektur und Ausstattung
Die neugotische Pseudobasilika besteht aus einem außen weiß verputzten Kirchenschiff (Teil des früheren Klosters) und einer braunen Backstein-Turmanlage mit dem ebenfalls braunen Endstück des Kirchenschiffes. Durch die Herausnahme einer zur Zeit als Klosternutzung vorhandenen Zwischendecke wurde Raum für drei Kirchenschiffe mit einem belichteten Fenstergaden sowie die kleine Chorapsis geschaffen. Nördlich an die Apsis angrenzend liegt ein zweigeschossiger Gebäudeteil, der ursprünglich auch zum Komplex des Zisterzienserinnen-Klosters gehörte und der heute die Sakristei, das Pfarrbüro und eine Dienstwohnung des Pfarrers enthält. Die Apsis blieb deshalb fensterlos.
Die Arkaden, die sich südostwärts an den Turmvorbau anschließen, ruhen auf Pfeilern und Gurtbögen; oberhalb der Pfeiler ragen Gewölbegrate aus den Wänden.
Die Innenausstattung der Kirche stammt weitgehend aus dem 20. Jahrhundert. Die geschnitzte, neugotische Holzausstattung beinhaltet drei Altarretabel, die Kanzel, mehrere Standfiguren und die Kirchenbänke. Der Hauptaltar zeigt die heilige Margareta und den heiligen Josef, die beiden Seitenältare tragen Bilder der Muttergottes und des heiligen Bernard von Clairvaux.  Silberfarbene Zelebrationselemente stammen aus den 1970er Jahren aus der Goldschmiedewerkstatt Polders in Kevelaer. Eine Jakobusfigur könnte ein Hinweis darauf sein, dass Graurheindorf eine Pilgeranlaufstätte gewesen ist (Jakobus als Pilger). Die Figur wurde von einem Klever Bildhauer Mitte des 19. Jahrhunderts aus Lindenholz geschnitzt.
Der von einem aus der Vorgängerkirche stammenden und von einem Bergkristall bekrönte Taufstein aus dem 18. Jahrhundert ist pokalartig ausgeformt. Der Fensterzyklus aus dem Jahr 1972 zum Thema Bergpredigt stammt von dem Leverkusener Paul Weigmann. Die Orgel wurde vom Bonner Orgelbauer Klais 1984 errichtet.